# Beziehungen zwischen Deutschland und der Demokratischen Republik Kongo
Die Beziehungen zwischen Deutschland und der Demokratischen Republik Kongo sind vor allem von der Entwicklungshilfe geprägt, welche Deutschland in der DR Kongo leistet. Deutschland zählt zu wichtigsten Geberländern der DR Kongo.

## Geschichte
Die deutschen Forscher Georg Schweinfurth (1863) und Hermann von Wissmann (1880) spielten eine wichtige Rolle bei der europäischen Erschließung und Entdeckung des Kongo. Letzterer handelte im Auftrag des deutschstämmigen König der Belgier, Leopold II. Nach der Kongokonferenz in Berlin 1884/85 gründete dieser den Kongo-Freistaat, welchen er als seinen Privatbesitz regierte. Die brutale Ausbeutung der kongolesischen Bevölkerung unter der Herrschaft von Leopold wurden als Kongogräuel bekannt und kostete, laut Schätzungen, zwischen 5 und 15 Millionen Kongolesen das Leben. Nachdem die Grausamkeit seiner Herrschaft international bekannt geworden war, musste er den Kongo 1908 an den belgischen Staat abtreten.
Nach der Unabhängigkeit des Landes nahm der unabhängige Kongo und die Bundesrepublik Deutschland (BRD) 1960 diplomatische Beziehungen auf und Patrice Lumumba reist auf Einladung der Juristin Elsie Kühn-Leitz nach Wetzlar, wo er Politiker und Wirtschaftsvertreter traf. Lumumbas Ermordung ein Jahr später führte zu zahlreichen Reaktionen in der deutschen Öffentlichkeit. In der folgenden Simba-Rebellion im Land kämpften europäische Söldner, darunter Gerd von Blottnitz. Im Jahre 1970 nahm der Kongo auch diplomatische Beziehungen mit der Deutschen Demokratischen Republik (DDR) auf. 1978 begann die Gesellschaft für Internationale Zusammenarbeit ihre Arbeit in dem inzwischen in Zaire umbenannten Land.
1997 übernahm Laurent-Désiré Kabila die Macht im Land und stürzte den langjährigen Despoten Mobutu Sese Seko. Das Land wird daraufhin von Zaire in Demokratische Republik Kongo umbenannt. Sein Sohn und Nachfolger Joseph Kabila besuchte 2002 als erster kongolesischer Präsident Deutschland, zwei Jahre später folgte ein weiterer Besuch von ihm. 2015 besuchte der deutsche Außenminister Frank-Walter Steinmeier die Städte Kinshasa und Goma und ein Jahr später folgte ein Besuch von Entwicklungsminister Gerd Müller.

## Wirtschaft
Seit 1969 besteht bereits ein bilaterales Investitionsabkommen zwischen beiden Ländern und 2008 wurde die Deutsch-Kongolesische Industrie- und Handelskammer (Chambre de commerce et de industrie germano-congolaise, CCIGC) gegründet. Aufgrund der instabilen Lage und der vielen bewaffneten Konflikte im Land sind die wirtschaftlichen Beziehungen allerdings noch kaum entwickelt. Bisher haben sich kaum deutsche Unternehmen in der DR Kongo angesiedelt, das über große Rohstoffvorkommen verfügt.
Das gemeinsame Handelsvolumen betrug im Jahre 2021 knapp 223 Millionen Euro, davon 102 Millionen deutsche Exporte in die DR Kongo. Während Deutschland in das Land hauptsächlich chemische und industrielle Erzeugnisse exportiert, importiert es im Gegenzug vorwiegend Nahrungsmittel und Rohstoffe.

## Entwicklungshilfe
Deutschland ist nach den Vereinigten Staaten, Frankreich und der Europäischen Union der viertgrößte Geber von Entwicklungshilfe (Official Development Assistance) an das Land. Zwischen 2015 und 2019 belief sich die Unterstützung auf 400 Mio. Euro. Die Entwicklungszusammenarbeit weist die drei Schwerpunkte Frieden und sozialer Zusammenhalt, Umwelt und natürliche Ressourcen sowie Wachstum und nachhaltige Beschäftigung auf.
Zu den erfolgreichen gemeinsamen Projekten, die von 2008 bis 2020 durchgeführt wurden, zählen der Bau von Trinkwasserstellen für 1,5 Millionen Menschen, die Verabschiedung einer nationalen Strategie gegen Kinderarbeit, die Eröffnung von Bankkonten für 1,8 Millionen Kleinunternehmen und der Bau von 800 km Straßen, 120 Schulen und 44 Gesundheitszentren.

## Kultur
2013 wurde in Mühlhausen die Gesellschaft für Deutsch-Kongolesische Freundschaft e. V. gegründet. Das Goethe-Institut unterhält seit 2015 ein Verbindungsbüro in Kinshasa. Ebenfalls im Land aktiv sind die Konrad-Adenauer-Stiftung und die Hanns-Seidel-Stiftung.

## Migration
Im Jahre 2010 lebten knapp 10.000 Migranten aus der DR Kongo in Deutschland. Bekannte Deutsch-Kongolesen sind der Politiker Elombo Bolayela, der Rapper Costik Iwey und die Fußballspieler Cédric Makiadi, Ridle Baku, Elias Kachunga, Reinhold Yabo und Richard Sukuta-Pasu.

## Diplomatische Standorte
- Deutschland hat eine Botschaft in Kinshasa.[9]
- Die DR Kongo hat eine Botschaft in Berlin[10] und Honorarkonsulate in Bohmte und Düsseldorf.[11]